# Kubilay Anteplioğlu
Kubilay Anteplioğlu (* 11. September 1992 in Sorgun) ist ein türkischer Fußballtorhüter.

## Karriere
Anteplioğlu startete mit dem Vereinsfußball 2003 in der Jugend seines Heimatvereins Yimpaş Yozgatspor. 2010 erhielt er hier einen Profivertrag, spielte aber weiterhin ausschließlich für die Reservemannschaft. Zum Sommer 2011 wurde er dann endgültig in den Profikader involviert. In den ersten Spieltagen der Spielzeit 2011/13 erkämpfte er sich als Neunzehnjähriger den Stammtorhüterposten und behielt diesen bis zum Saisonende.
Durch seine Leistungen für Yozgatspor wurden mehrere Vereine auf Anteplioğlu aufmerksam. So wechselte er zur neuen Saison in die TFF 1. Lig zum Aufsteiger 1461 Trabzon. Bei diesem Verein spielte er für die A2-Mannschaft, der Reservemannschaft des Vereins, befand sich aber öfters auch als 3. Torhüter im Kader der ersten Mannschaft. Am letzten Spieltag der Saison gab er dann in der Partie gegen Çaykur Rizespor sein Profidebüt. In dieser Begegnung wurde er in der 71. Minute für Fatih Öztürk eingewechselt. Nachdem er mit Trabzon zum Sommer 2014 den Klassenerhalt der TFF 1. Lig verfehlt hatte, ging er mit dem Klub in die TFF 2. Lig. Am Ende der Drittligasaison 2014/15 konnte er mit seinem Verein die Play-offs der Liga gewinnen und damit den direkten Wiederaufstieg erreichen.
Im Sommer 2015 wechselte er zum Drittligisten Fethiyespor.

## Erfolge
Mit 1461 Trabzon
- Play-off-Sieger der TFF 2. Lig und Aufstieg in die TFF 1. Lig: 2014/15